# الصوفي (كويكب)
الصوفي أو كويكب الصوفي أو 12621 الصوفي (بالإنجليزية: 12621 Alsufi)‏ كويكب تابع للنظام الشمسي، اكتشفه كورنيلس يوهانس فان هوتان (Cornelis Johannes van Houten) وإنغرد فان هوتان-غرونفالد (Ingrid van Houten-Groeneveld) وطوم غاريلس (Tom Gehrels) في 24 سبتمبر 1960 في مرصد بالومر (Palomar Observatory) بكاليفورنيا، وهو الكويكب المكتشَف رقم 12621 (حسب ترتيب تاريخ الاكتشاف)، وسمي باسم عبد الرحمن الصوفي تمجيدا لذكراه.